# Cultura Nok
La cultura de Nok apareció en una extensa región de 78 000 kilómetros cuadrados en África subsahariana, que abarcan gran parte de lo que es hoy Nigeria aproximadamente hacia el año 500 a. C. y se desvaneció hacia el año 300 de nuestra era, sin que se haya encontrado una explicación definitiva hasta la fecha a su desaparición. Algunos especulan que su desaparición se deba a alguna epidemia o hambruna. Hoy en día, se especula que la estructura social de la cultura de Nok era extremadamente avanzada, dado que sus materiales y sistemas de producción artesanal parecen estar originados en un gobierno central, con representaciones humanas tales como un famoso "pensador", una terracota de una figura humana de gran belleza estilística representada sentada, en actitud meditativa. Estas observaciones son especialmente interesantes, considerando la situación relativamente alejada de Nok respecto a otras grandes culturas africanas, y que el resto de África occidental estaba, en esas fechas, asimilando el Neolítico, mientras que Nok se encontraban en la Edad de Hierro. Por otra parte, esta cultura es considerada la más refinada productora de terracotas del África subsahariana. Lamentablemente, salvo los yacimientos arqueológicos, terracotas e instrumentos y forjas de hierro descubiertas, no se sabe mucho de la civilización de los Nok.

## El misterioso origen de Nok
Ciertas teorías indican que los nok eran descendientes, de alguna manera, de los egipcios. Esto podría aclarar, en parte, la madurez de su cultura y el refinamiento de sus figuras de barro cocido. Pero esta explicación, demasiado ligada al difusionismo decimonónico, parece un intento de sacar de su contexto geográfico a este singular pueblo subsahariano. Realmente no hay pruebas de contactos entre Egipto y Nok, por la que esta propuesta está hoy en día completamente desacreditada ya que tanto étnica como lingüísticamente los pobladores de la cultura nok parecen ser pueblos que hablaban lenguas Níger-Congo.
Hace unos 2500 años, los habitantes del norte de África, empujados por una dura sequía, fueron emigrando al sur, hasta el golfo de Guinea, asentándose en aldeas costeras. Estos nuevos pobladores trajeron nuevas costumbres, entre ellas, el cultivo del cereal y la ganadería de bovinos y ovinos. Se sabe que no eran un grupo homogéneo, porque cada comunidad tenía su propio estilo cerámico, pero todos ellos conocían la metalurgia del hierro, pues, era el inicio de la Edad del Hierro africana y, al parecer, la cultura Nok es una de las primeras culturas de este periodo en el África occidental. Sus forjas de hierro se cuentan por más de una docena en el pueblo de Taruga, hoy Nigeria. 
A mediados del Primer milenio antes de nuestra era se produjo un aumento generalizado de las precipitaciones en la zona, provocando inundaciones que obligaron al abandono de numerosas aldeas costeras (cuyos restos arqueológicos han sido localizados: hachas de piedra, restos cerámicos, objetos de hierro...). Los nuevos pobladores se instalaron en las mesetas de Nigeria, hasta el golfo de Benín, recorridas por los ríos Níger y Benué, que por entonces tenían una red hidrográfica subsidiaria muy caudalosa, pero que hoy día se ha secado. Así nacieron los Nok, cuyo bagaje cultural incluye avanzados conocimientos agrícolas y artesanales, además de un alto sentido de la estética. De todos modos, hay investigadores que niegan la existencia de una auténtica Cultura Nok, como el arqueólogo Graham Connah, que piensa más bien que se trata de un grupo de rasgos comunes, propios de la primera Edad de Hierro en esta zona de África, que compartieron culturas independientes de la zona que, en realidad, no formaban una única civilización.

## Historia del descubrimiento
Las primeras noticias de Nok se tienen en 1929, en la meseta de Jos (también llamada, de Bauchi: una región del centro de Nigeria y la única que disfruta de un clima templado), durante una prospección minera. Al principio, los restos desenterrados eran abandonados, hasta que, en 1932, se encontró un conjunto de once estatuas perfectamente conservadas cerca de la ciudad de Sokoto (una zona fronteriza del norte, colindante con Níger), fue entonces cuando algunos conocieron los restos de Nok por primera vez.
Algo más tarde, en 1943, cerca de la ciudad de Nok (de nuevo en la meseta de Jos, en el centro de Nigeria), se descubrieron accidentalmente numerosos restos de figuritas en unas minas de estaño. Existe una leyenda, cierta o no, que se cuenta una y otra vez: uno de los mineros se llevó una cabeza a casa para usarla de espantapájaros en una plantación familiar de ñame, y allí estuvo durante un año hasta que llamó la atención del propio director de la mina. Este recuperó la cabeza y otros restos y se los llevó a la capital, Jos, donde se los mostró al administrador civil de la ciudad, casualmente un arqueólogo: Bernard Fagg, que comprendió inmediatamente su importancia. Fagg se trasladó a la mina y pidió a los mineros que le informasen de todos los hallazgos de esa índole que hubiesen conocido, reuniendo más de 150 piezas. Años más tarde, este arqueólogo y su mujer pudieron reunir el dinero para organizar una excavación sistemática que permitió exhumar una importante serie de restos dispersos en un área muy vasta. En 1977, el número de terracotas descubierto ascendía a 153, la mayoría fuera de contexto arqueológico, pues habían sido arrastradas a depósitos erosivos secundarios y repartidas por valles secos, zonas de sabana y otros lugares del norte y del centro de Nigeria, ocupando casi toda la meseta de Jos.
Con el tiempo, nuevos descubrimientos han ido incrementando el área asignada a esta civilización, incluyendo la zona central del valle del río Níger y la parte baja del valle del río Benué. Concretamente, en este último río destacan dos yacimientos en muy buen estado de conservación, al haberse salvado de la erosión. Samun Dukiya y Taruga, donde ha sido posible no solo constatar que se trataba de asentamientos estables, sino además que la fundición y la forja del hierro era autóctona (no importada). Igualmente se recuperaron figuras completas y otros restos como brazaletes, cerámica, puntas de flecha, cuchillos de hierro y herramientas agrícolas.

## Las terracotas de Nok

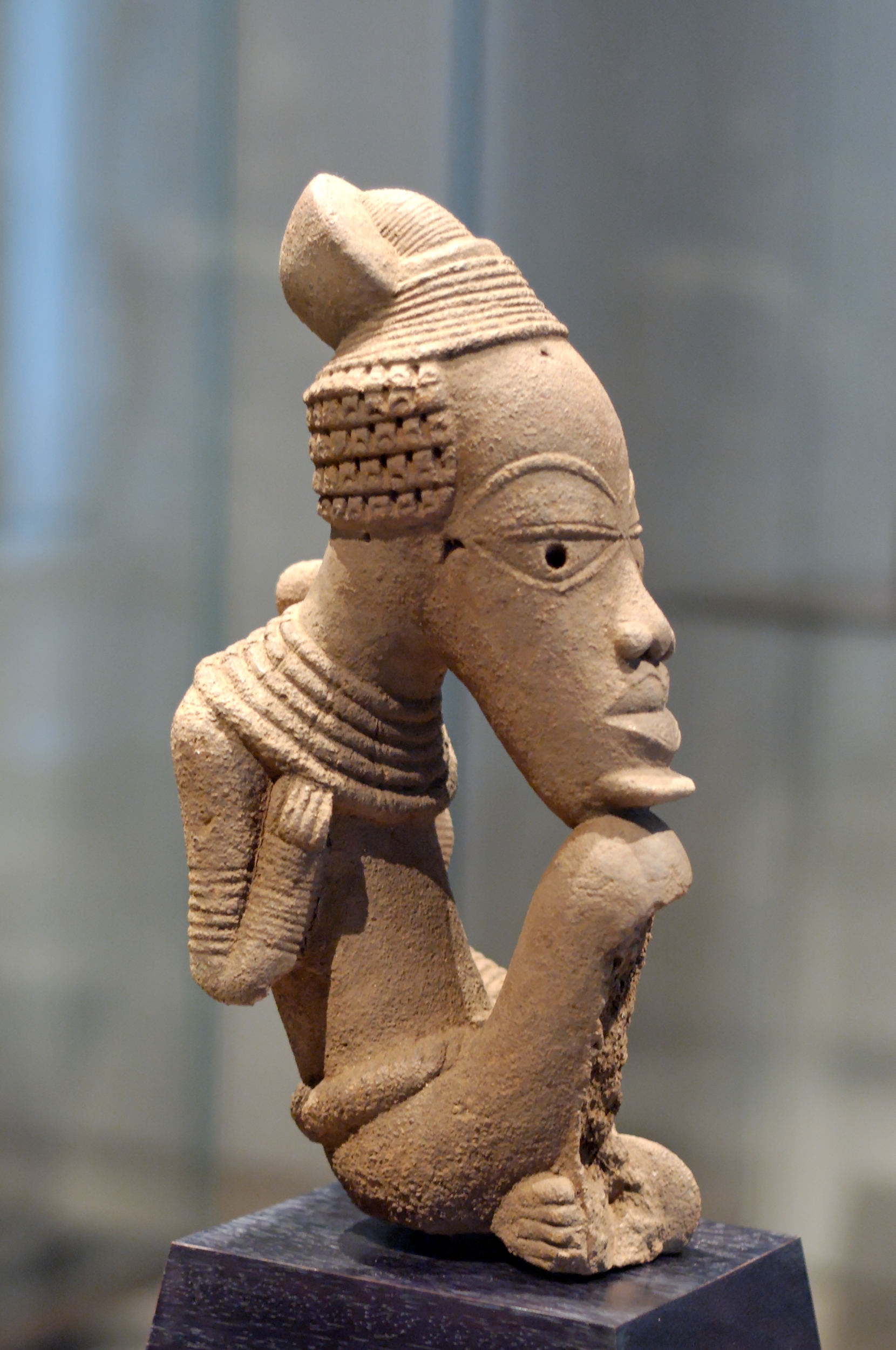
Terracota Nok.

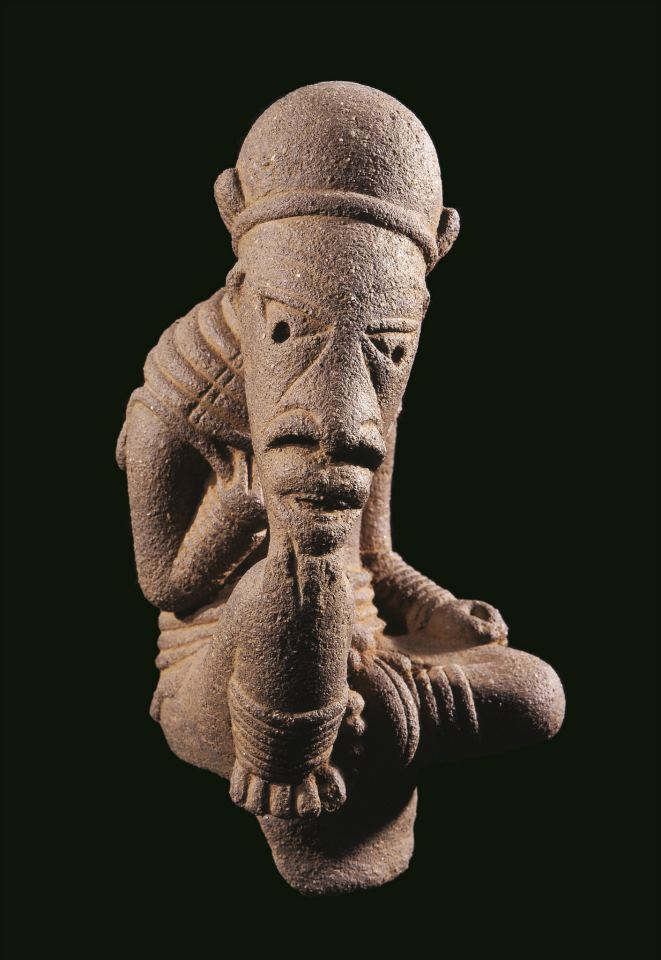
El Pensador (Cultura Nok)

Las piezas de arte que se han preservado a través del tiempo, casi todas incompletas, denotan un alto grado tecnológico, tanto en el modelado de la arcilla como en la cocción de la cerámica. Los temas son generalmente figurativos y representan lo que parecen ser líderes, antepasados, estelas funerarias o amuletos. Este exquisito legado es el que ha hecho famoso a esta misteriosa estirpe de artistas, conocidos en todo el mundo por las figuritas tanto masculinas, como femeninas estilizadas con posturas muy variadas, portan numerosas joyas y tienen la cabeza desproporcionadamente grande, cuyos peinados están meticulosamente detallados. Las figuras suelen aparecer rotas, ya que proceden de estratos aluviales formados y destruidos por la erosión de arroyadas esporádicas. Las terracotas suelen estar sepultadas, erosionadas, rodadas y rotas. Raramente se conservan piezas intactas, lo que les da un altísimo valor, no solo intrínseco, sino también comercial.
Las figuras de terracota más antiguas han podido ser datadas en más de 3000 años de antigüedad por medio de las pruebas de termoluminiscencia, aunque el Carbono-14 sitúa la plenitud entre los años 500 a. C. y el 300 de nuestra era. La utilización de arcilla para la realización de estas obras de arte ha sido objeto de varias explicaciones, para unos se trataba de la ausencia de otras materias primas, para otros, los metales eran demasiado valiosos y a menudo refundidos, la madera era víctima de las termitas. La terracota, en cambio, es fácil de conseguir y no es reutilizable. Además, cuenta con la ventaja de poder ser modelada directamente con las manos, sin herramientas (aunque sin duda algunas hubo). De hecho, la especialista Margaret Young-Sánchez, conservadora de la sección de arte indígena de América, África y Oceanía en el museo de Arte de Cleveland, ha podido constatar que no solo se modelaba la arcilla al modo tradicional, sino que, cuando estaba algo endurecida, los artesanos retiraban trozos, con un método que recuerda la talla de la madera. El acabado consistía en un engobe de arcilla casi líquida y un alisado para darle un aspecto bruñido y brillante.
Sin duda, los artesanos nok se sirvieron de su experiencia milenaria en la fabricación de vasijas domésticas: usaban la misma arcilla de grano grueso que para su vajilla y, para su cocción, a veces simplemente secaban al sol las figuras, otras las cocían en hornos abiertos, bien ventilados, a unos 300 °C, y, por último, las más apreciables, se cocían en hornos cerrados que conseguían mayores temperaturas.
Las más grandes superaban el metro de altura, lo que implica la construcción de hornos muy sofisticados, aunque fuesen abiertos. Además, por los fragmentos, se sabe que el grosor de las paredes de la terracota era muy uniforme, de este modo, el artesano evitaba problemas en la cocción y se aseguraba de que esta fuese homogénea.
La pericia técnica, así como la maestría estilística constatada en las obras induce a pensar que el arte Nok tiene tras de sí muchos siglos de tradición. No hay indicios de experimentación, de accidentes o fallos en la factura. El estilo tiene una madurez precisa. Por ejemplo, el modelado de los ojos sigue un arco de curvatura perfecta en el párpado superior, superpuesto a un triángulo invertido cuyo vértice es el párpado inferior y en cuyo centro se imprime un círculo.
Véase también:
- Alfarería y Terracota
- Arte africano

## Agricultura y alimentación
Al igual que los pueblos de la cuenca del Chad y la cultura Kintampo, la gente de la cultura Nok empleó métodos de cultivo intercalado para cultivar caupí y mijo perla, así como frutos oleaginosos utilizados. En Pangwari, se domesticaron y se cultivaron mijo perla, se cultivaron caupí y diversas formas de vegetación (por ejemplo, Caesalpinioideae, (Se utilizaron Canarium schweinfurthii, Combretaceae, Phyllanthaceae, Vitex). Caza-recolección fue otro patrón de subsistencia seguido por la gente Nok.

### Granos
Los pueblos nok pueden haber emigrado a la región central de Nigeria y haber traído al área el conocimiento agrícola del cultivo de mijo perla domesticado entre 1500 a. C. y 900 a. C. En casi todos los sitios de Nok , hay restos de plantas carbonizadas que consisten en leña y material vegetal para cocinar. [cita requerida] Los restos de mijo perla, uno de los cultivos de cereales más antiguos de África, se encuentran comúnmente. El mijo perla es muy productivo y resistente a las condiciones adversas de crecimiento, incluida la sequía. Caupí s, valorados por su alto contenido de proteínas, también se encuentran en algunos sitios. Hasta ahora, el mijo perla y el caupí son los únicos cultivos que se sabe han sido cultivados por la gente de Nok. No está claro si comieron o cultivaron tubérculos de algún tipo. Las numerosas piedras de moler encontradas en los sitios de Nok sugieren que los granos se molieron en harina y se convirtieron en una especie de papilla.

### Frutas
Se han encontrado huesos duros de frutos silvestres en muchos sitios de Nok. En algunos sitios, se descubrieron frutos y semillas de otras plantas silvestres como pastos y leguminosas. En general, no hay una gran selección de restos de plantas, pero esto podría significar simplemente que no se conservaron.

### Árboles y agricultura
La gente de Nok probablemente utilizó un sistema agroforestal, combinando cultivos cultivados con árboles útiles en la misma parcela de tierra. Estas parcelas son ecológicamente sostenibles y el cultivo intercalado de árboles y varias especies de plantas cultivadas eran comunes desde las sabanas hasta la selva tropical, y los orígenes de la práctica se remontan al primer milenio antes de Cristo, justo en la época de la cultura Nok. La mayoría de los árboles de África occidental no están domesticados, pero forman parte de la vegetación silvestre que queda después de que los agricultores limpian sus campos de sus cultivos. Debido a que se dejan crecer, se multiplican naturalmente sin necesidad de ser plantadas. Los árboles pueden producir alimentos, medicinas y piensos para animales.

### Animales
Debido al suelo ácido, no se han conservado huesos de animales de la cultura Nok, sin dejar evidencia directa de qué especies podrían haber domesticado (o cazado). La única evidencia de animales durante el período de la cultura Nok son las representaciones de animales como figurillas o esculturas de terracota.

### Otros alimentos y cocina
Hace 3500 años, los agricultores de Nok recolectaban y utilizaban productos de las abejas (p. ej. recolectaban miel en cerámica). Es posible que los agricultores de Nok hayan utilizado la miel para añadir a la cocina de África occidental. Como lo demuestran los restos de cera de abejas y grasas de animales en la cerámica, la cerámica puede haber sido utilizada para almacenar carne, junto con la miel utilizada conservante.

## Relaciones con otras culturas
Probablemente, existieron contactos comerciales entre el norte y el sur del desierto del Sáhara a lo largo del primer milenio a. C., se sabe que había carros arrastrados por caballos. Los pobladores del sur proporcionaban oro, esclavos, marfil y otros productos exclusivos de la fauna tropical, mientras que del norte venía la sal, los tejidos, la cerámica, el vidrio, ciertas frutas e, incluso, caballos. El caballo es un animal que, ciertamente, impresionaba a los nok, que a menudo modelaron extrañas figuras de jinetes, quizá grandes hombres. Estas piezas son consideradas las más valiosas del arte nok.
La cultura de los nok se considera pionera en la agricultura y la metalurgia africanas, pero, en especial, su estilo artístico, influirá decisivamente en las máscaras del antiguo reino Yoruba con capital en Ilé-Ifè y, así como las de Benín (muchos siglos después), iniciando una tradición escultórica naturalista fundamental en el África occidental anterior a la colonización. Por otro lado, el declive de Nok, en el primer milenio, coincide con el surgimiento, a orillas del lago Chad, de otra cultura de nivel equiparable con la que mantuvo cierta rivalidad por las zonas húmedas (lo que explica la aparición de cinturones defensivos en las aldeas). Los Nok, son, además, considerados el núcleo más importante de dispersión protobantú.

## Yacimientos
- Nok